# Macesd
Macesd románul: Zăvoi, falu Romániában, Erdélyben, Hunyad megyében.

## Fekvése
Hátszegtől délre fekvő település.

## Története
Macesd nevét 1446-ban említette először oklevél Moczesd néven. 
1519-ben Macesd a Maczesdi, Macesdi Kalmár, Kitidi, Bolicza, Párosi családok birtok birtoka volt. Később neve többféleképpen is szerepelt az oklevelekben: 1733-ban  Mitzésti, 1750-ben  Maczesty, 1760–1762 között  Matzesd, 1808-ban Macsed ~ Maczesd, Meczesdi, 1861-ben Maczesd, 1913-ban  Macesd  néven fordult elő.
A trianoni békeszerződés előtt Hunyad vármegye Ptuji járásához tartozott.

## Források

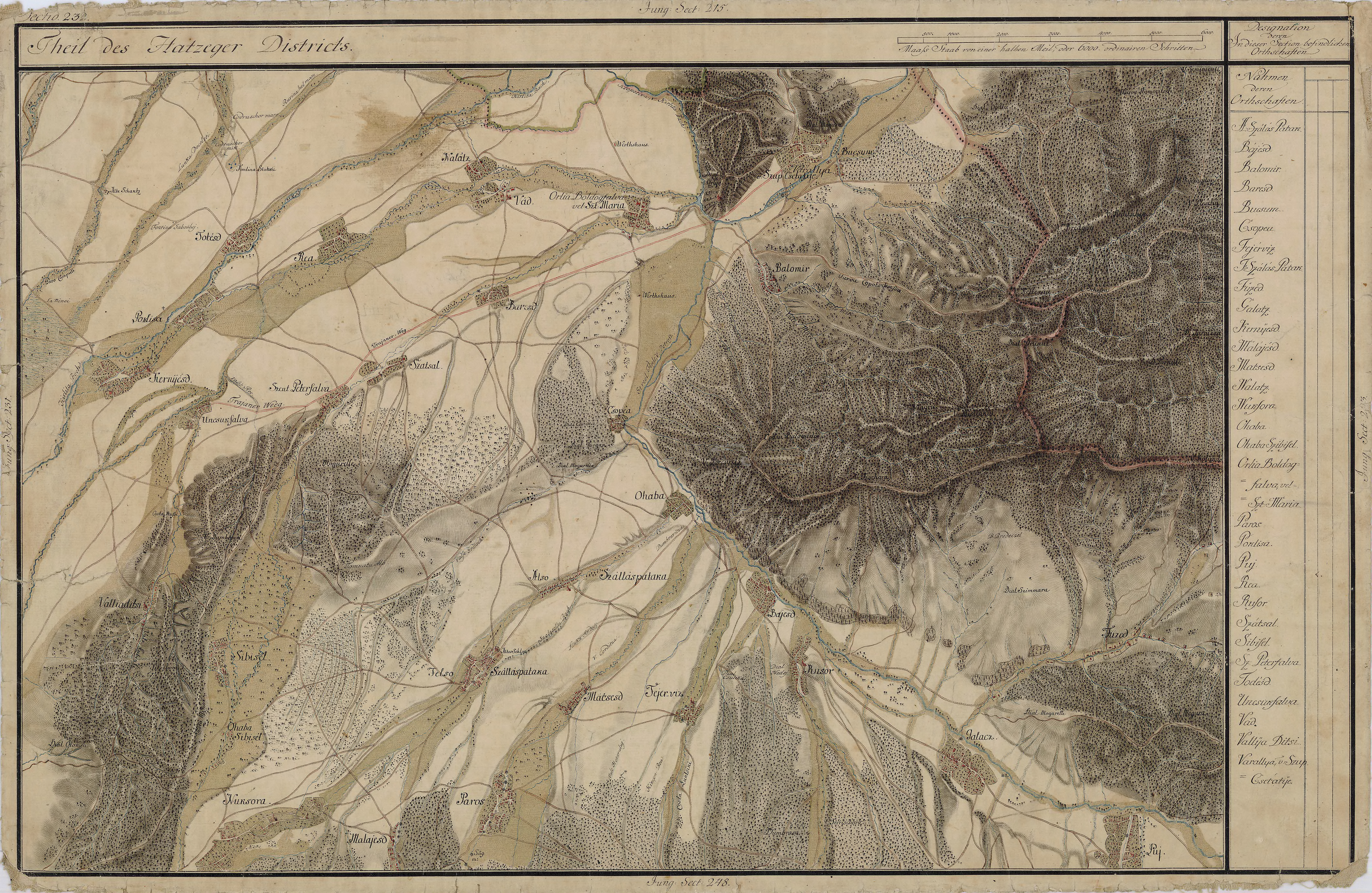
Macesd egy régi térképen

## Kapcsolódó szócikk
- Várkastély a Kárpátokban (regény)